# 코디 캐머런
코디 캐머런(Cody Cameron, 1970년 10월 12일 ~ )은 미국의 스토리 아티스트, 영화 감독, 성우이다.

## 출연 작품
- 장화신은 고양이: 끝내주는 모험 (2022) - 피노키오 역 (목소리)
- 하늘에서 음식이 내린다면 2 (2013)
- 아더 크리스마스 (2011)
- 부그와 엘리엇 3 (2010)
- 슈렉 포에버 (2010)
- 하늘에서 음식이 내린다면 (2009)
- 부그와 엘리엇 2 (2008)
- 슈렉 더 홀스 (2007)
- 슈렉 3 (2007)
- 부그와 엘리엇 (2006)
- 슈렉 (2001)